# 윌린톤 아폰사 카라발리

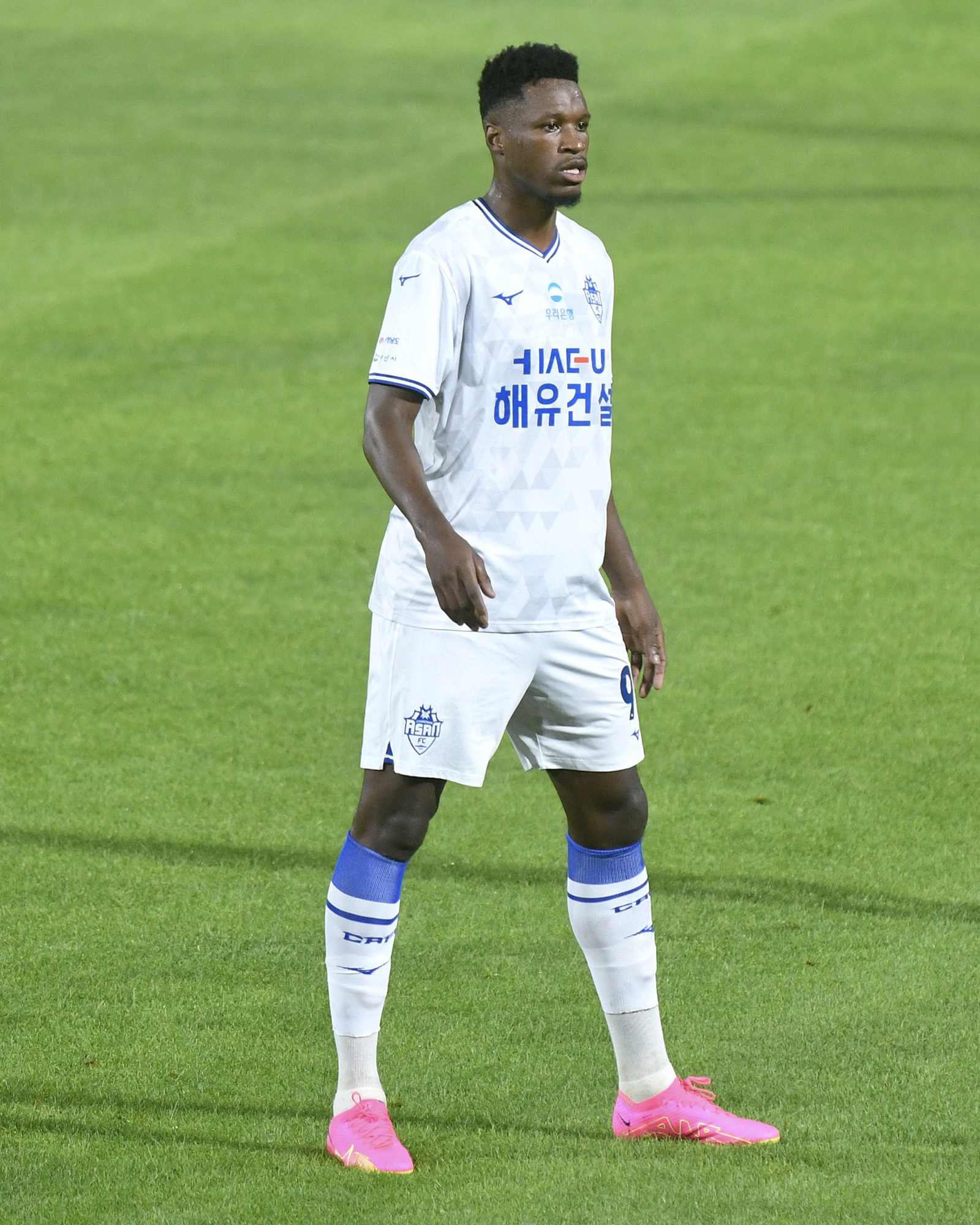

윌린톤 아폰사 카라발리(스페인어: Wilinton Aponzá Carabali, 2000년 3월 29일~)는 콜롬비아의 축구 선수이다.